# Edward Moore (aviron)
Pour les articles homonymes, voir Moore et Edward Moore (homonymie).
Edward Moore, né le 20 octobre 1897 et mort le 9 février 1968 à Middleburg (Virginie), est un rameur d'aviron américain.

## Palmarès

### Jeux olympiques
- Anvers 1920
  -  Médaille d'or en huit[1].